# Subcomité de las Naciones Unidas para la Prevención de la Tortura y Otros Tratos o Penas Crueles, Inhumanos o Degradantes
El Subcomité de las Naciones Unidas para la prevención de la tortura y otros tratos o penas crueles, inhumanos o degradantes (SPT) es un organismo integrado por expertos internacionales, que se encuentra a cargo de realizar visitas a todo tipo de espacios o centros de privación de la libertad de los Estados Parte del Protocolo Facultativo de la Convención contra la Tortura y otros tratos o penas crueles, inhumanos o degradantes. En base a sus visitas, el SPT formula recomendaciones y dialogar con las autoridades para lograr reformas dirigidas a prevenir la tortura y otros malos tratos. Articula y coordina sus acciones con los mecanismos nacionales de prevención de la tortura (MPT), en base a los principios de confidencialidad, imparcialidad, no selectividad, universalidad y objetividad.